# Pedro dos Mártires da Costa

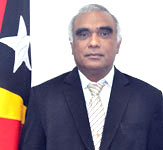
Pedro dos Mártires da Costa

Pedro dos Mártires da Costa (* 1. August 1957 in Caibada, Portugiesisch-Timor; † 21. Juni 2017 in Caibada, Osttimor) war ein Politiker aus Osttimor. Er war Mitglied der Partei Congresso Nacional da Reconstrução Timorense (CNRT).

## Profil
Costa absolvierte ein Ingenieursstudium der Elektrotechnik. Zeitweise war er Vorsitzender der Partido Socialista de Timor (PST) und Mitglied des ständigen Rats des Conselho Nacional de Resistência Timorense, des Dachverbandes des osttimoresischen Widerstands. Bei den Wahlen zur Konstituierenden Versammlung Osttimors wurde Costa als Kandidat der PST in das spätere Nationalparlament Osttimors gewählt. Bei den Wahlen 2007 zog er erneut in das Parlament ein, diesmal für den CNRT. In dieser Legislaturperiode war er Mitglied der Kommission für Infrastruktur und Soziale Einrichtungen (Kommission G). Auch 2012 kam Costa wieder in das Parlament und gehörte nun der Kommission E für Infrastruktur, Transport und Kommunikation an.
Costa verstarb in seinem Geburtsort Caibada am 21. Juni 2017.